# Monolepta bioculata
Monolepta bioculata es una especie de insecto coleóptero de la familia Chrysomelidae.
Fue descrita científicamente en 1781 por Fabricius.